# Autumn Classic International 2023
Autumn Classic International 2023 – drugie zawody łyżwiarstwa figurowego z cyklu Challenger Series 2023/2024. Zawody rozgrywano od 14 do 16 września 2023 roku w Sportplexe Pierrefonds w Montrealu.
W konkurencji solistów zwyciężył Amerykanin Ilia Malinin, zaś wśród solistek Japonka Kaori Sakamoto. W parach sportowych triumfowali Kanadyjczycy Deanna Stellato-Dudek i Maxime Deschamps, zaś w parach tanecznych Amerykanie Eva Pate i Logan Bye.

## Rekordy świata
| Rekordy świata (GOE±5) na moment rozpoczęcia zawodów (stan na 14 września 2023): | Rekordy świata (GOE±5) na moment rozpoczęcia zawodów (stan na 14 września 2023): | Rekordy świata (GOE±5) na moment rozpoczęcia zawodów (stan na 14 września 2023): | Rekordy świata (GOE±5) na moment rozpoczęcia zawodów (stan na 14 września 2023): | Rekordy świata (GOE±5) na moment rozpoczęcia zawodów (stan na 14 września 2023): | Rekordy świata (GOE±5) na moment rozpoczęcia zawodów (stan na 14 września 2023): |
| Konkurencja                                                                      | Segment                                                                          | Zawodnicy                                                                        | Punkty                                                                           | Zawody                                                                           | Data                                                                             |
| -------------------------------------------------------------------------------- | -------------------------------------------------------------------------------- | -------------------------------------------------------------------------------- | -------------------------------------------------------------------------------- | -------------------------------------------------------------------------------- | -------------------------------------------------------------------------------- |
| Soliści                                                                          | Nota łączna                                                                      | Nathan Chen                                                                      | 335,30                                                                           | Finał Grand Prix 2019                                                            | 7 grudnia 2019                                                                   |
| Soliści                                                                          | Program dowolny                                                                  | Nathan Chen                                                                      | 224,92                                                                           | Finał Grand Prix 2019                                                            | 7 grudnia 2019                                                                   |
| Soliści                                                                          | Program krótki                                                                   | Nathan Chen                                                                      | 113,97                                                                           | Zimowe igrzyska olimpijskie 2022                                                 | 10 lutego 2020                                                                   |
| Solistki                                                                         | Nota łączna                                                                      | Kamiła Walijewa                                                                  | 272,71                                                                           | Rostelecom Cup 2021                                                              | 27 listopada 2021                                                                |
| Solistki                                                                         | Program dowolny                                                                  | Kamiła Walijewa                                                                  | 185,29                                                                           | Rostelecom Cup 2021                                                              | 27 listopada 2021                                                                |
| Solistki                                                                         | Program krótki                                                                   | Kamiła Walijewa                                                                  | 90,45                                                                            | Mistrzostwa Europy 2022                                                          | 13 stycznia 2022                                                                 |
| Pary sportowe                                                                    | Nota łączna                                                                      | Sui Wenjing / Han Cong                                                           | 239,88                                                                           | Zimowe igrzyska olimpijskie 2022                                                 | 19 lutego 2022                                                                   |
| Pary sportowe                                                                    | Program dowolny                                                                  | Anastasija Miszyna / Aleksandr Gallamow                                          | 157,46                                                                           | Mistrzostwa Europy 2022                                                          | 13 stycznia 2022                                                                 |
| Pary sportowe                                                                    | Program krótki                                                                   | Sui Wenjing / Han Cong                                                           | 84,41                                                                            | Zimowe igrzyska olimpijskie 2022                                                 | 18 lutego 2022                                                                   |
| Pary taneczne                                                                    | Nota łączna                                                                      | Madison Chock / Evan Bates                                                       | 232,32                                                                           | World Team Trophy 2023                                                           | 14 kwietnia 2023                                                                 |
| Pary taneczne                                                                    | Taniec dowolny                                                                   | Madison Chock / Evan Bates                                                       | 138,41                                                                           | World Team Trophy 2023                                                           | 14 kwietnia 2023                                                                 |
| Pary taneczne                                                                    | Taniec rytmiczny                                                                 | Madison Chock / Evan Bates                                                       | 93,91                                                                            | World Team Trophy 2023                                                           | 13 kwietnia 2023                                                                 |

## Wyniki

### Soliści
| Poz. | Zawodnik                     | Nota łączna | SP | SP     | FS | FS     |
| ---- | ---------------------------- | ----------- | -- | ------ | -- | ------ |
| 1    | Ilia Malinin                 | 281,68      | 1  | 100,87 | 1  | 180,81 |
| 2    | Kévin Aymoz                  | 237,35      | 6  | 72,58  | 2  | 164,77 |
| 3    | Stephen Gogolev              | 233,26      | 2  | 86,25  | 5  | 147,01 |
| 4    | Sōta Yamamoto                | 231,23      | 7  | 70,39  | 3  | 160,84 |
| 5    | Jin Boyang                   | 230,99      | 4  | 79,32  | 4  | 151,67 |
| 6    | Mark Gorodnitsky             | 213,12      | 5  | 73,46  | 6  | 139,66 |
| 7    | Wesley Chiu                  | 208,82      | 3  | 80,93  | 8  | 127,89 |
| 8    | Nikolaj Memola               | 199,38      | 8  | 70,27  | 7  | 129,11 |
| 9    | Jimmy Ma                     | 191,08      | 9  | 66,03  | 9  | 125,05 |
| 10   | Edrian Paul Celestino        | 177,57      | 10 | 59,02  | 10 | 118,55 |
| 11   | Donovan Carrillo             | 153,68      | 12 | 49,15  | 11 | 104,53 |
| 12   | Tomàs-Llorenç Guarino Sabaté | 151,36      | 11 | 55,04  | 12 | 96,32  |

### Solistki
| Poz. | Zawodnik              | Nota łączna | SP | SP    | FS | FS     |
| ---- | --------------------- | ----------- | -- | ----- | -- | ------ |
| 1    | Kaori Sakamoto        | 203,20      | 1  | 75,62 | 1  | 127,58 |
| 2    | Kaiya Ruiter          | 172,68      | 4  | 58,87 | 2  | 113,81 |
| 3    | Justine Miclette      | 169,24      | 3  | 59,45 | 3  | 109,79 |
| 4    | Audrey Shin           | 169,02      | 2  | 60,07 | 4  | 108,97 |
| 5    | Choi Da-bin           | 163,26      | 5  | 58,60 | 5  | 104,66 |
| 6    | Mone Chiba            | 160,25      | 6  | 57,66 | 6  | 102,59 |
| 7    | Emmi Peltonen         | 139,87      | 10 | 45,51 | 7  | 94,36  |
| 8    | Elizabet Gervits      | 134,71      | 8  | 48,45 | 8  | 86,26  |
| 9    | Sofia Frank           | 128,93      | 9  | 48,02 | 9  | 80,91  |
| 10   | Eliška Březinová      | 125,56      | 7  | 49,84 | 11 | 75,72  |
| 11   | Andrea Astrain Maynez | 118,41      | 12 | 39,16 | 10 | 79,25  |
| 12   | Amanda Hsu            | 113,60      | 11 | 40,65 | 12 | 72,95  |
| 13   | Ella Chen             | 109,43      | 13 | 37,86 | 13 | 71,67  |
| 14   | Eugenia Garza         | 91,37       | 14 | 30,51 | 14 | 60,86  |

### Pary sportowe
| Poz. | Zawodnik                                 | Nota łączna | SP | SP    | FS | FS     |
| ---- | ---------------------------------------- | ----------- | -- | ----- | -- | ------ |
| 1    | Deanna Stellato-Dudek / Maxime Deschamps | 203,62      | 1  | 71,80 | 1  | 131,82 |
| 2    | Riku Miura / Ryuichi Kihara              | 188,05      | 2  | 59,13 | 2  | 128,92 |
| 3    | Emmanuelle Proft / Nicolas Nadeau        | 165,39      | 3  | 58,44 | 5  | 106,95 |
| 4    | Chelsea Liu / Balázs Nagy                | 165,20      | 4  | 56,09 | 3  | 109,11 |
| 5    | Anastasia Vaipan-Law / Luke Digby        | 159,82      | 6  | 52,64 | 4  | 107,18 |
| 6    | Isabelle Martins / Ryan Bedard           | 152,64      | 7  | 51,49 | 6  | 101,15 |
| 7    | Sophia Schaller / Livio Mayr             | 150,35      | 8  | 50,94 | 7  | 99,41  |
| 8    | Caidence Derenisky / Raine Eberl         | 148,02      | 5  | 52,76 | 9  | 95,26  |
| 9    | Camille Kowalow / Pawieł Kowalow         | 146,63      | 9  | 47,87 | 8  | 98,76  |
| 10   | Isabella Gamez / Aleksandr Korowin       | 122,65      | 10 | 37,40 | 10 | 85,25  |

### Pary taneczne
| Poz. | Zawodnicy                                | Nota łączna | RD | RD    | FD | FD     |
| ---- | ---------------------------------------- | ----------- | -- | ----- | -- | ------ |
| 1    | Eva Pate / Logan Bye                     | 191,20      | 1  | 77,02 | 2  | 114,18 |
| 2    | Jewgienija Łopariowa / Geoffrey Brissaud | 186,94      | 2  | 72,28 | 1  | 114,66 |
| 3    | Hannah Lim / Ye Quan                     | 170,70      | 4  | 68,05 | 3  | 102,65 |
| 4    | Olivia Smart / Tim Dieck                 | 169,11      | 3  | 72,27 | 5  | 96,81  |
| 5    | Katarina Wolfkostin / Dimitry Tsarevski  | 163,34      | 5  | 66,43 | 4  | 96,91  |
| 6    | Sandrine Gauthier / Quentin Thieren      | 154,78      | 6  | 58,98 | 6  | 95,80  |
| 7    | Holly Harris / Jason Chan                | 142,63      | 7  | 58,33 | 8  | 84,30  |
| 8    | Leia Dozzi / Pietro Papetti              | 141,34      | 8  | 52,64 | 7  | 88,70  |
| 9    | Alyssa Robinson / Jacob Portz            | 134,30      | 9  | 51,38 | 9  | 82,92  |